# Hofvijverfontein

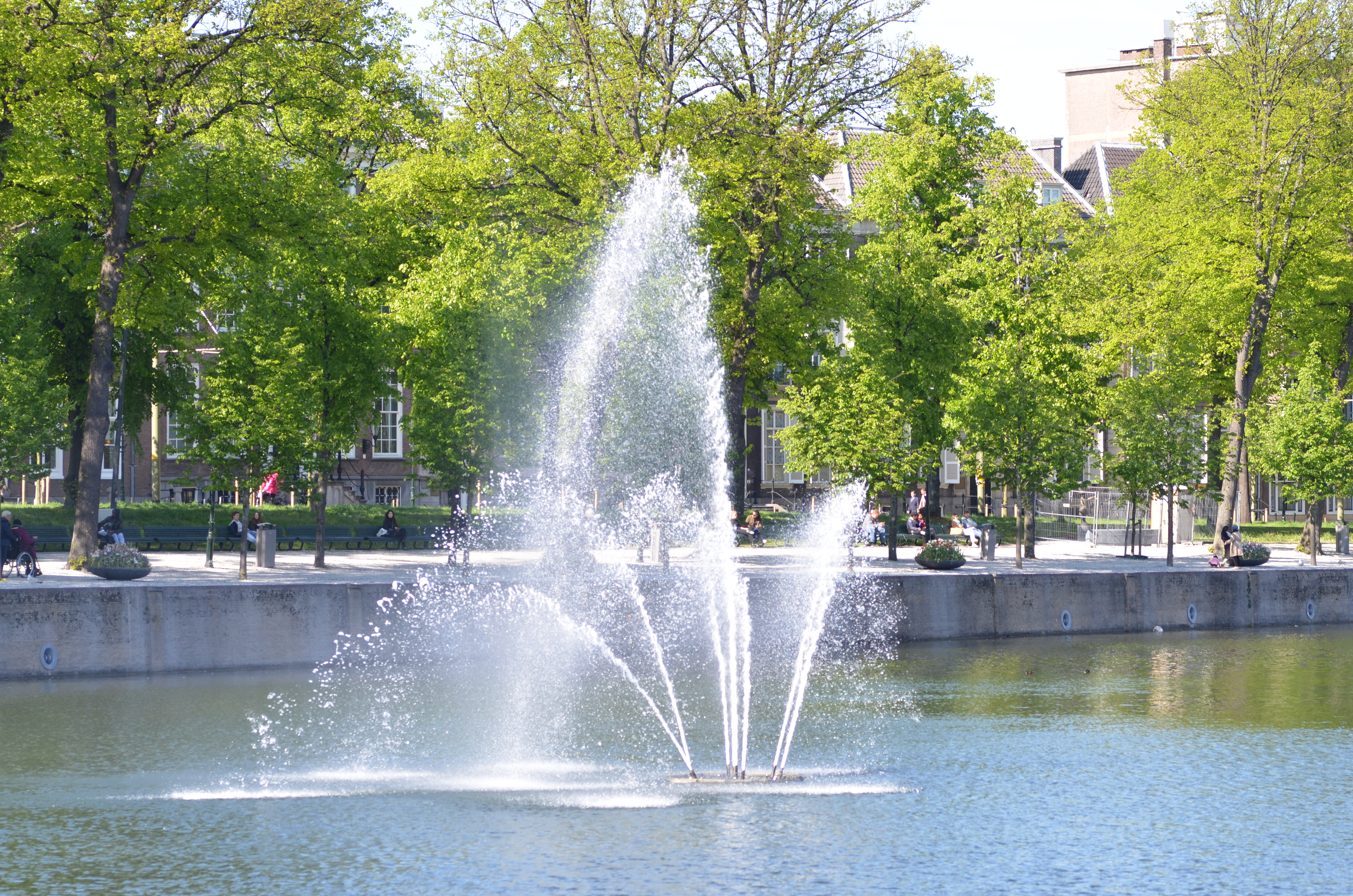
De fontein in 2017

In de Hofvijver te Den Haag bevindt zich een van de Haagse fonteinen ongeveer tussen het eiland en de kant van het Buitenhof (de Vijverdam). De fontein is al vóór 2010 voorzien van LED-verlichting die tegenwoordig ook in verschillende kleuren kan worden ingesteld. Zo was de fontein blauw verlicht op 24 oktober 2020 ter gelegenheid van het 75-jarig bestaan van de Verenigde Naties.

## Geschiedenis

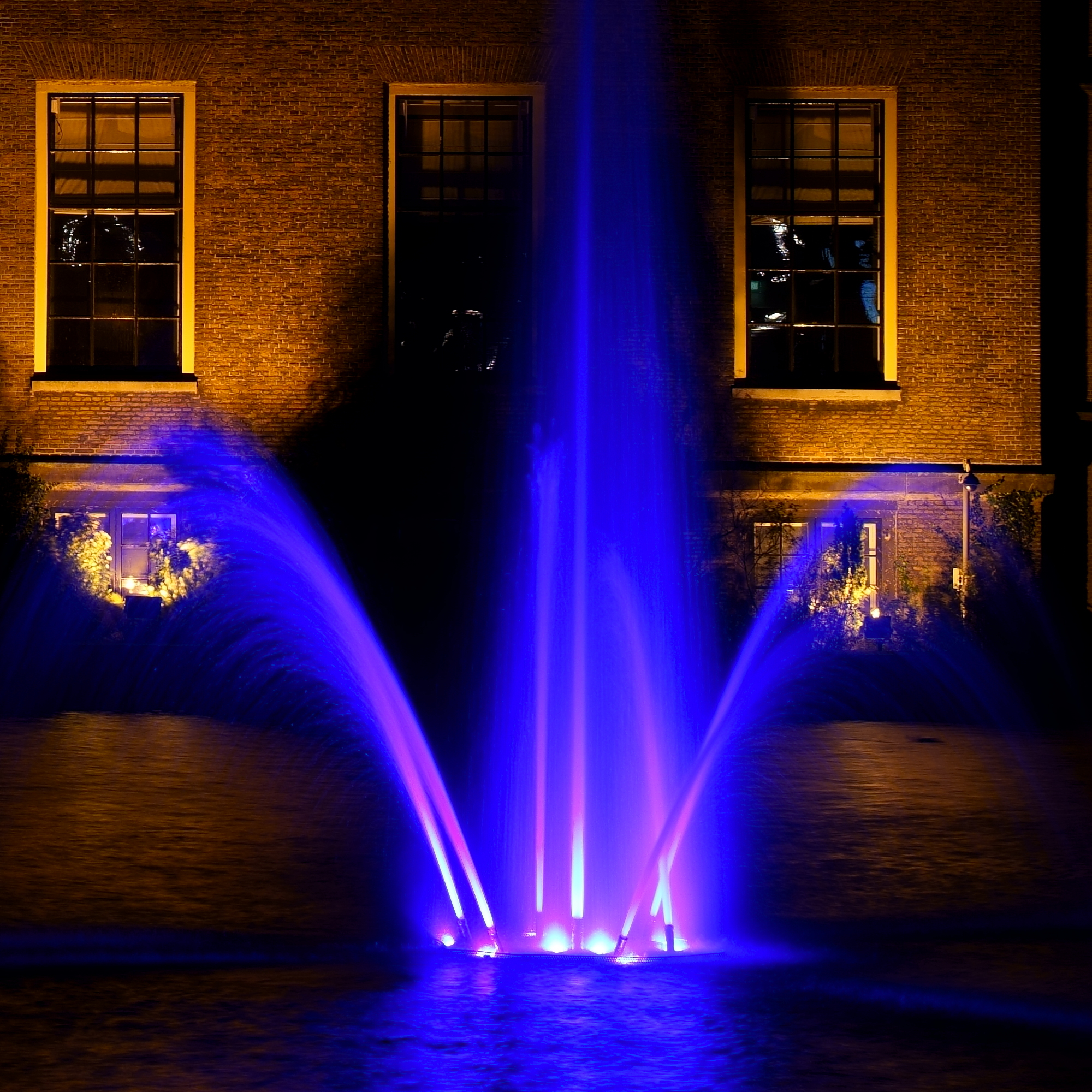
Blauw aangelicht ter gelegenheid van 75 jaar Verenigde Naties (2020)

De huidige fontein is - volgens het opschrift op de plaquette aan de Lange Vijverberg - een geschenk ter gelegenheid van het 750-jarig bestaan van Den Haag in 1998. Voor deze gelegenheid werd de dichtgeslibde Hofvijver uitgebaggerd en kon de bestaande fontein vervangen worden.
In 1923 installeerde het Gemeentelijk Electrisch Bedrijf een fontein met verlichting in de Hofvijver. Deze verlichte fontein was te zien vanaf 30 augustus 1923, de vooravond van Koninginnedag, en daarna gedurende alle avonden van de feestweek tot en met het 25-jarig regeringsjubileum van koningin Wilhelmina op 6 september. Op maandag 1 september 1924 is blijkbaar een groot deel van de feestverlichting en de verlichte fontein opnieuw gebruikt ter viering van Koninginnedag. Het lijkt er niet op dat het om een permanente fontein ging, aangezien al twee weken later in Het Vaderland wordt opgemerkt dat de fontein niet meer spuit en in 1925 in een ingezonden brief voor een permanente fontein gepleit wordt Begin 1927 is er het plan om ter gelegenheid van de achttiende verjaardag van prinses Juliana op 30 april 1927. opnieuw een verlichte fontein in de Hofvijver te installeren. Er is - voor zover bekend - geen beschrijving waaruit blijkt dat dit plan ook gerealiseerd is en in de Haagsche Courant wordt ook geen fontein genoemd. Waarschijnlijk is er de jaren daarna ook geen fontein meer geweest en bleef de viering van Koninginnedag beperkt tot feestelijke verlichting rond de Hofvijver.
Midden 1936 verschijnen er krantenberichten over het aanleggen van een fontein in de Hofvijver. De directe aanleiding is de te organiseren feestelijkheden rond het prinselijke huwelijk begin 1937. Op woensdagavond 30 december heeft deze fontein voor het eerst gespoten, aangelicht met een floodlight Krantenberichten spreken van een fontein die 20 tot zelfs 25m hoog spuit. Waarschijnlijk is deze fontein de meeste jaren daarna wel permanent in gebruik geweest gedurende het fonteinseizoen. Uit krantenberichten valt op te maken dat in 1938 meerkleurige verlichting is aangebracht. De beschrijving van de verlichte fontein ter gelegenheid van het Belgisch Koninklijk bezoek suggereert dat de kleuren elkaar afwisselden hetgeen volgens een later krantenbericht inderdaad mogelijk was. Op oude foto's is te zien dat de fontein hoger spoot met minder stralen dan de huidige fontein die zich ongeveer op dezelfde plek bevindt.